# Necrópolis de Glasgow
La Necrópolis de Glasgow (en inglés: Glasgow Necropolis) es un cementerio victoriano de Glasgow, Escocia, Reino Unido. Está en una colina baja, pero muy importante, en el este de la Catedral de Glasgow (Catedral de San Mungo). Cincuenta mil personas han sido enterradas allí. Típicamente, para el período solo un pequeño porcentaje fue nombrado en los monumentos y no todas las tumbas tienen una lápida. Aproximadamente 3.500 monumentos existen en el lugar.
La planificación del cementerio comenzó formalmente por la Cámara de Glasgow de Comerciantes en 1831, a la espera de un cambio en la ley. La Ley de Cementerios se aprobó en 1832 lo que permitió su apertura. La necrópolis se inauguró oficialmente en abril de 1833. Justo antes de esto, en septiembre de 1832 un cementerio judío se había establecido en la sección noroeste de la tierra. Esta pequeña área fue declarada "llena" en 1851.
La Necrópolis de Glasgow está en una tierra llamada ‘The Craigs’ la cual fue comprada por la Casa de los Comerciantes de Glasgow en 1650 y se convirtió en un parque público durante casi 200 años. El concepto de un cementerio jardín se basó en el Cementerio Pere laChaise después de que un miembro de la Casa de los Comerciantes hubiera visitado a París. La Necrópolis fue abierta oficialmente en 1833.
Este cementerio fue creado con la intención de ser multi-religioso y el primer entierro en 1832 fue el de un judío, Joseph Levi, joyero, que murió de disentería y fue enterrado en el recinto de los judíos. En 1833 el primer entierro cristiano fue el de Elizabeth Miles, madrastra del superintendente George Mylne. Después de 1860, las primeras extensiones este y sur fueron hechas encima de la Pedrera de Ladywell y en 1877 y 1892/3 fueron construidas las extensiones finales al norte y al sureste, casi doblando el área del cementerio. La Necrópolis ahora tiene 37 acres (15 has).
Tuvieron lugar 50.000 entierros en la Necrópolis con 3.500 monumentos, lo que parecen ser espacios verdes abiertos en varias zonas de las tierras son de hecho sepulcros no marcados. En 1877 el río Molendinar, que corría debajo del Puente de Sighs, era subterrá- neo. Este río pequeño fue en el que se dijo que St. Mungo pescaba salmones y que ahora es subterráneo en dirección a Clyde.
La Necrópolis fue uno de los pocos cementerios en guardar los expedientes de los muertos, incluyendo la profesión, la edad, el sexo y la causa de la muerte.
En julio de 1878 el libro de visitantes mostró que 13.733 personas visitaron la Necrópolis de Glasgow - 12.400 ciudadanos y 1.333 otros visitantes.
En 1966, la Casa de los Comerciantes donó £50,000 y la Necrópolis al Ayuntamiento de la Ciudad de Glasgow es el que ahora la administra y mantiene.
Se han quitado los bancos y las divisiones de los sepulcros y la mayor parte del área ha sido plantada de césped como medida de mantenimiento.
Hay aquí monumentos diseñados por los principales arquitectos y escultores de la época, incluyendo Alexander ‘Greek’ Thomson, Charles Rennie Mackintosh y JT Rochead, uno de cada estilo arquitectónico, dichos monumentos no solo eran creados para los empresarios y ricos prominentes de la designada ‘segunda ciudad del imperio' sino también erigidos por aportaciones públicas para algunos ciudadanos que no habrían podido de otra manera ser enterrados aquí.
La Necrópolis de Glasgow fue el primer cementerio jardín pero otros le siguieron incluyendo Sighthill en 1840, la Necrópolis meridional en 1840 y la Necrópolis del este en 1847. La comunidad católica abrió el St Mary’s Churchyard en Calton en 1839 y el cementerio de St Peter en Dalbeth en 1851.
El acto ‘Burial Grounds’ (Escocia) de 1855 condujo al cierre de la vieja iglesia y del cementerio. Los primeros de los nuevos cementerios en las cercanías de la ciudad fueron Craigton en 1873, Cathcart en 1878, Lambhill (85 acres) en 1881, la Necrópolis occidental en 1882 y St Kentigern en 1882 (noroeste de la ciudad).
El primer crematorio que se construyó en Escocia fue el Crematorio de Glasgow en las tierras de la Necrópolis occidental en 1895.